# Disphyma
Genre
Classification phylogénétique
Disphyma N.E.Br. est un genre de plante de la famille des Aizoaceae.
Disphyma N.E.Br., in Gard. Chron., ser. 3. 78: 433 (1925)
Type : Disphyma crassifolium (L.) L.Bolus [Fl. Pl. S. Afr. 7, tab. 276 (1927)] (Mesembryanthemum crassifolium L.)

## Liste des espèces
- Disphyma australe (Soland. ex Aiton) N.E.Br.
- Disphyma blackii Chinnock
- Disphyma clavellatum (Haw.) Chinnock
- Disphyma crassifolium (L.) L.Bolus
- Disphyma dunsdonii L.Bolus
- Disphyma pupillatum Chinnock